# Luperus alpicus
Luperus alpicus là một loài bọ cánh cứng trong họ Chrysomelidae. Loài này được Desbrochers miêu tả khoa học năm 1898.